# Olivia Skoglund
Agnes Olivia Barbro Skoglund, född den 9 juli 1994  i Gävle, är en svensk serieskapare och skribent.

## Biografi
Skoglund är utbildad vid serieskolan i Malmö och tecknade inledningsvis framförallt manga. Hon bytte senare stil och säger sig idag främst inspireras av alternativserietecknare som Harvey Pekar, Sophie Labelle och Julia Kaye. Skoglund har bland annat publicerats i tidskrifterna Bang och Galago. Våren 2020 debuterade hon med sin självbiografiska bok Nästan i mål som skildrar en pågående könstransition. Som skribent har hon bland annat medverkat i tidskriften Bild och bubbla.
Skoglund tilldelades Malmö stads kulturstipendium 2020. 24–27 september 2020 kommer Skoglund vara en av deltagarna på Bokmässan i Göteborg.